# Liste von Fußballstadien in Benin
Die Liste von Fußballstadien in Benin enthält den überwiegenden Teil Stadien der Championnat National du Benin, der höchsten Fußball-Spielklasse im westafrikanischen Land Benin, in der Saison 2022/23. Enthalten sind nicht (Energie Sport FC und Djèffa FC).

## Spielstätten und ihre Nutzer
| Name                             | Team                                                    | Ort             | Größe  |
| -------------------------------- | ------------------------------------------------------- | --------------- | ------ |
| Stade de l’Amitié                | ASPAC FC                                                | Cotonou         | 35.000 |
| Stade Charles de Gaulle          | AS Dragons FC de l’Ouémé, AS Porto-Novo                 | Porto-Novo      | 15.000 |
| Stade René Pleven                | AS Cotonou, Requins de l’Atlantique FC, Soleil FC       | Cotonou         | 10.000 |
| Stade Goho                       | Dynamo FC d’Abomey                                      | Abomey          | 7500   |
| Stade Municipal de Parakou       | Buffles du Borgou FC, Dynamo FC, Réal Sports de Parakou | Parakou         | 7000   |
| Stade Cotonou II                 | AS Police FC, OFMAS-SAD FC                              | Porto-Novo      | 6000   |
| Stade Jean-Pierre Gascon         | JS Pobè                                                 | Pobè            | 5000   |
| Stade Municipal d'Avrankou       | Avrankou Omnisport, AS Sobemap                          | Avrankou        | 5000   |
| Stade Municipal de Missérété     | Ayéma d’Adjarra FC                                      | Akpro-Missérété | 5000   |
| Stade Omnisports Paulin Tomanaga | Tonnerre d’Abomey FC                                    | Bohicon         | 5000   |
| Stade de Comé                    | Hodio FC                                                | Comé            | 4000   |
| Stade Omnisports de Grand-Popo   | Loto FC                                                 | Grand-Popo      | 4000   |
| Stade d’Adjohoun                 | ASVO FC                                                 | Adjohoun        | 3500   |
| Stade de Toffo                   | Ajijas Cotonou                                          | Toffo           | 3500   |
| Stade Municipal de Djougou       | Dynamique FC, Panthères FC                              | Djougou         | 3400   |
| Stade Omnisports d’Aplahoué      | Dadjè FC                                                | Aplahoué        | 3000   |
| Stade Municipal de Savalou       | Espoir FC                                               | Savalou         | 1500   |
| Stade Omnisport de Nikki         | Cavaliers FC de Nikki                                   | Nikki           | 1500   |
| Stade de Kétou                   | JA Kétou                                                | Cotonou         | 1000   |
| Stade Municipal de Bembèrèkè     | Béké FC                                                 | Bembèrèkè       | 1000   |
| Stade N’Dali                     | Damissa FC                                              | N’Dali          | 1000   |
| Stade d’Ouidah                   | Coton FC                                                | Ouidah          | 1000   |
| Stade Saka Kina Guézéré          | AS Takunnin                                             | Kandi           | 1000   |
| Terrain Campus Abomey Calavi     | Aziza FC, Sitatunga FC                                  | Abomey-Calavi   | 1000   |